# Dictis striatipes
Espèce
Synonymes
- Dictis nigrolineata Simon, 1880
- Dictis lugubris Thorell, 1887
- Scythodes depressus Schenkel, 1953
- Scytodes bilqis Rheims, Brescovit & van Harten, 2006
- Dictis denticulata Dankittipakul & Singtripop, 2010
- Dictis ganeshi Keswani, 2015
- Dictis mumbaiensis Ahmed, Satam, Khalap & Mohan, 2015

Dictis striatipes est une espèce d'araignées aranéomorphes de la famille des Scytodidae.

## Distribution
Cette espèce se rencontre dans les îles du Pacifique, en Australie, en Asie du Sud-Est, en Chine, au Japon, en Corée du Sud, en Inde, en Iran, en Irak, aux Émirats arabes unis et au Yémen.
Elle a été introduite aux États-Unis et au Mexique.

## Description
Dictis striatipes mesure de 5 à 8 mm.

## Systématique et taxinomie
Cette espèce a été décrite par L. Koch en 1872. Elle est placée dans le genre Scytodes par Simon en 1893 puis dans le genre Dictis par Saaristo en 1997.
Dictis nigrolineata et Scythodes depressus ont été placées en synonymie par Song et Hubert en 1983.
Dictis lugubris, Scytodes bilqis, Dictis denticulata, Dictis ganeshi et Dictis mumbaiensis ont été placées en synonymie par Zamani, Stockmann, Magalhaes et Rheims en 2022.

## Publication originale
- L. Koch, 1872 : Die Arachniden Australiens. Nürnberg, vol. 1, p. 105-368 (texte intégral).